# 新宮 (波茨坦)

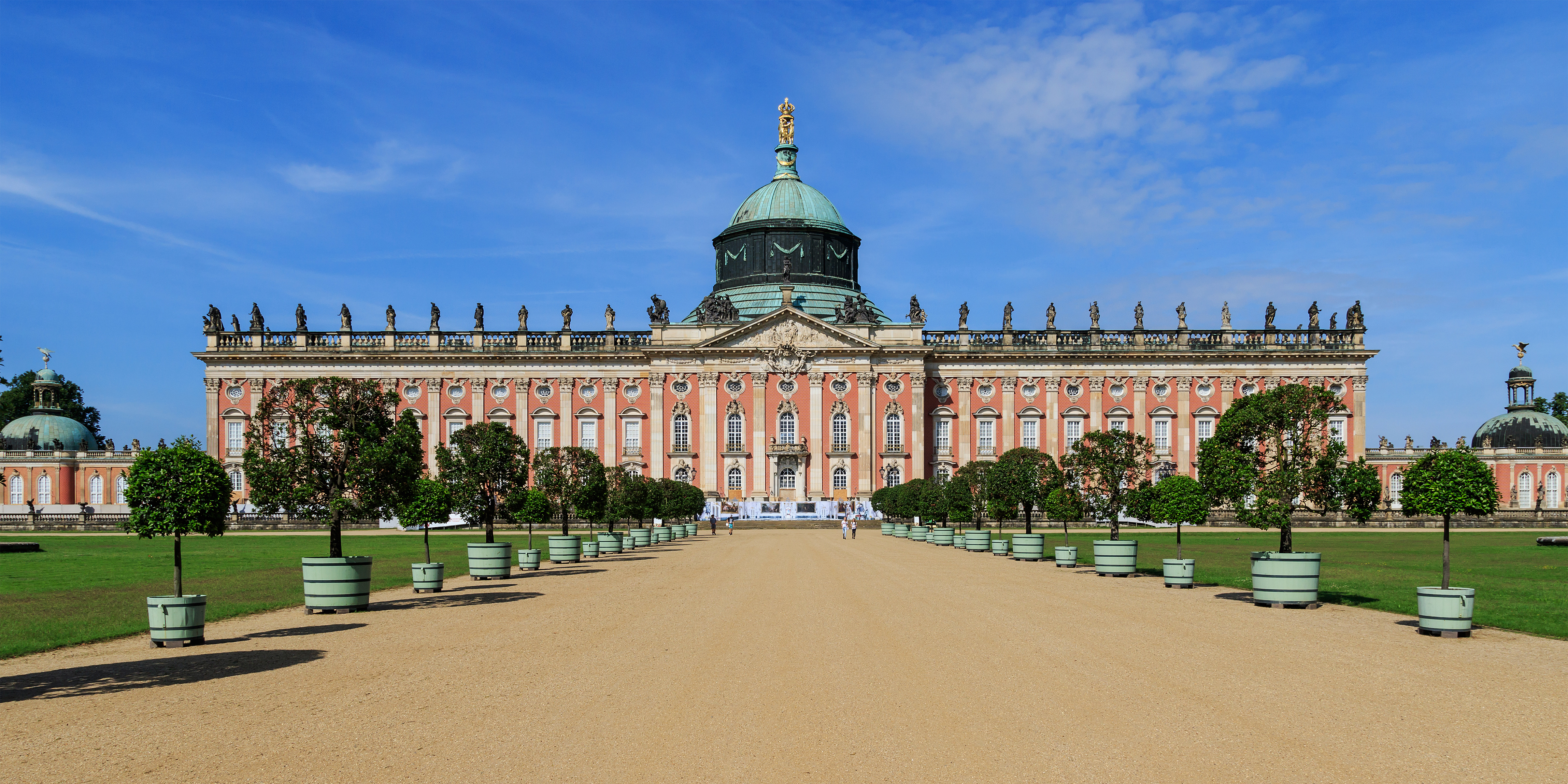
位于波茨坦无忧宫公园的新宫主体建筑

52°24′4.4″N 13°0′56.8″E / 52.401222°N 13.015778°E
新宫（德語：Neues Palais）是位于德国波茨坦无忧宫公园西部的一座法式城堡，1763年由普鲁士国王腓特烈二世授命建造，建成于1769年。腓特烈二世并未将其设为王国驻地，只是在此招待外宾。1888年至1918年间，新宫被用作德意志皇帝威廉二世的主要住所。该建筑被认为是普鲁士时期最后一座著名的巴洛克风格宫殿。
新宫现由柏林-勃兰登堡普鲁士宫殿园林基金会管理，作为博物馆对外开放。宫殿西侧的陪宫是波茨坦大学部分院系和行政部门的所在地。

## 历史

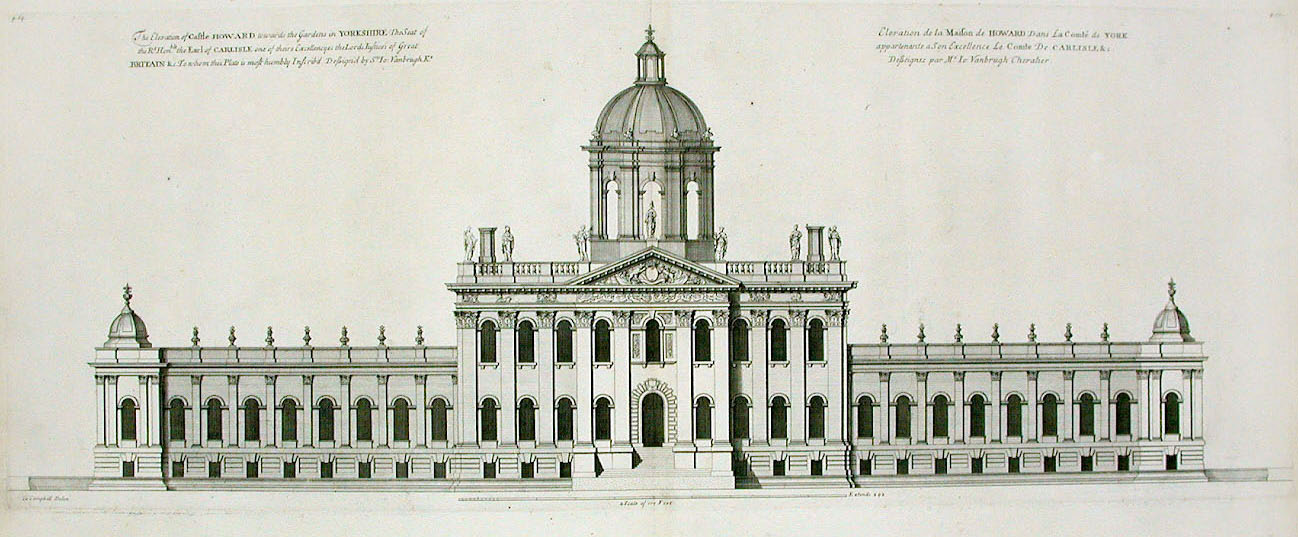
霍华德城堡正立面

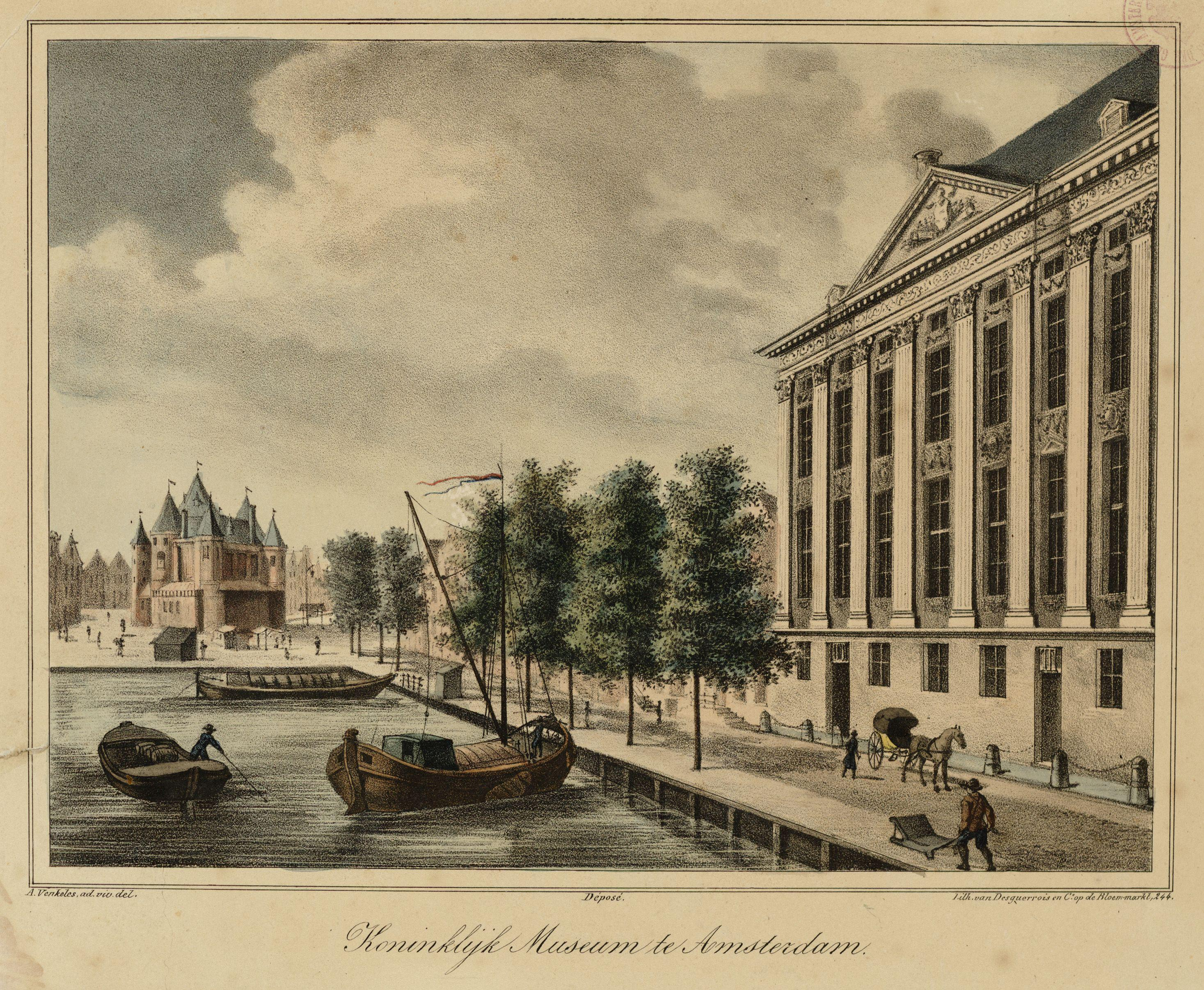
阿姆斯特丹的特里普屋，1755年腓特烈二世曾访问此处

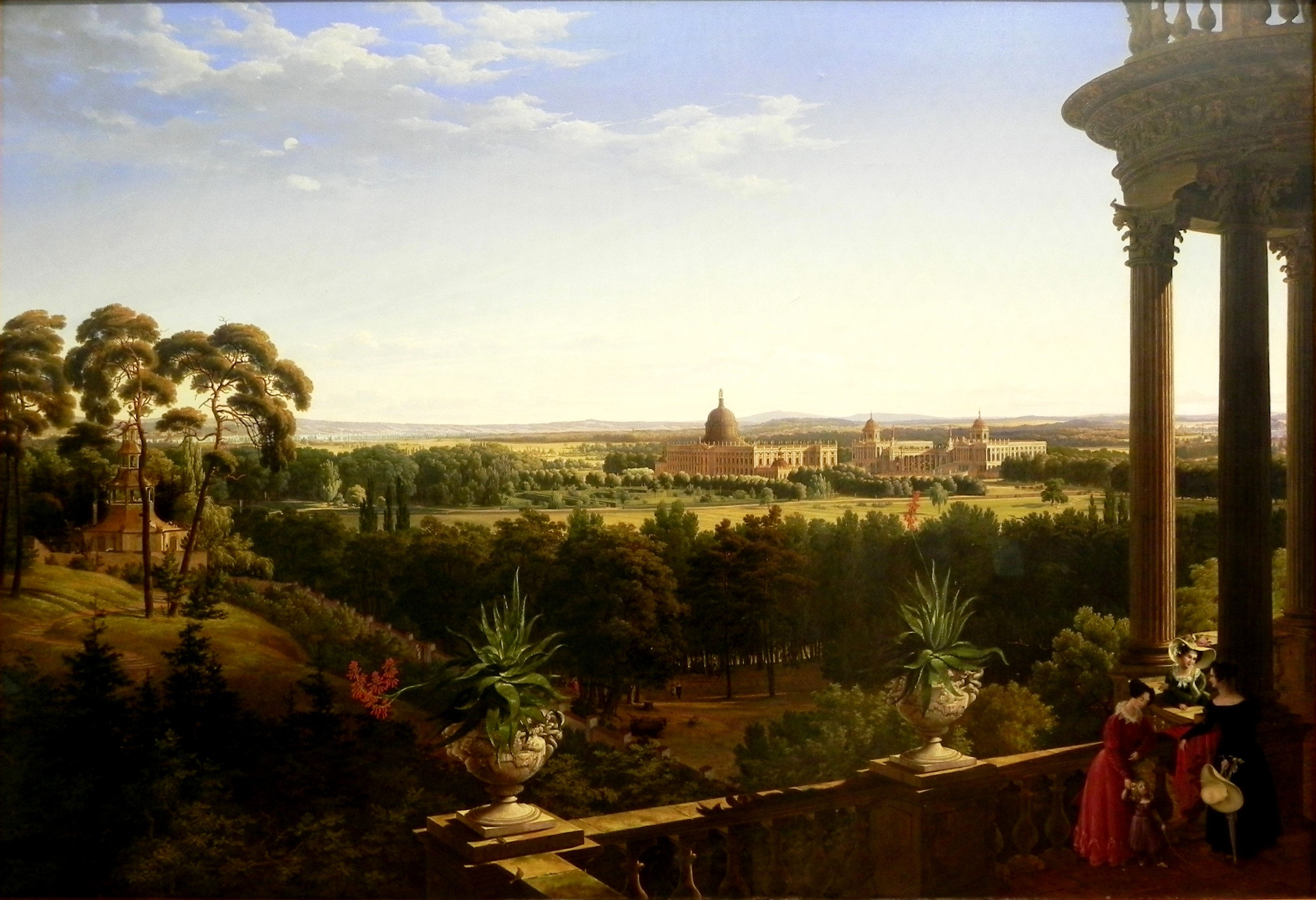
新宫远景图，奥古斯特·威廉·尤里乌斯·阿尔博恩绘于1826年

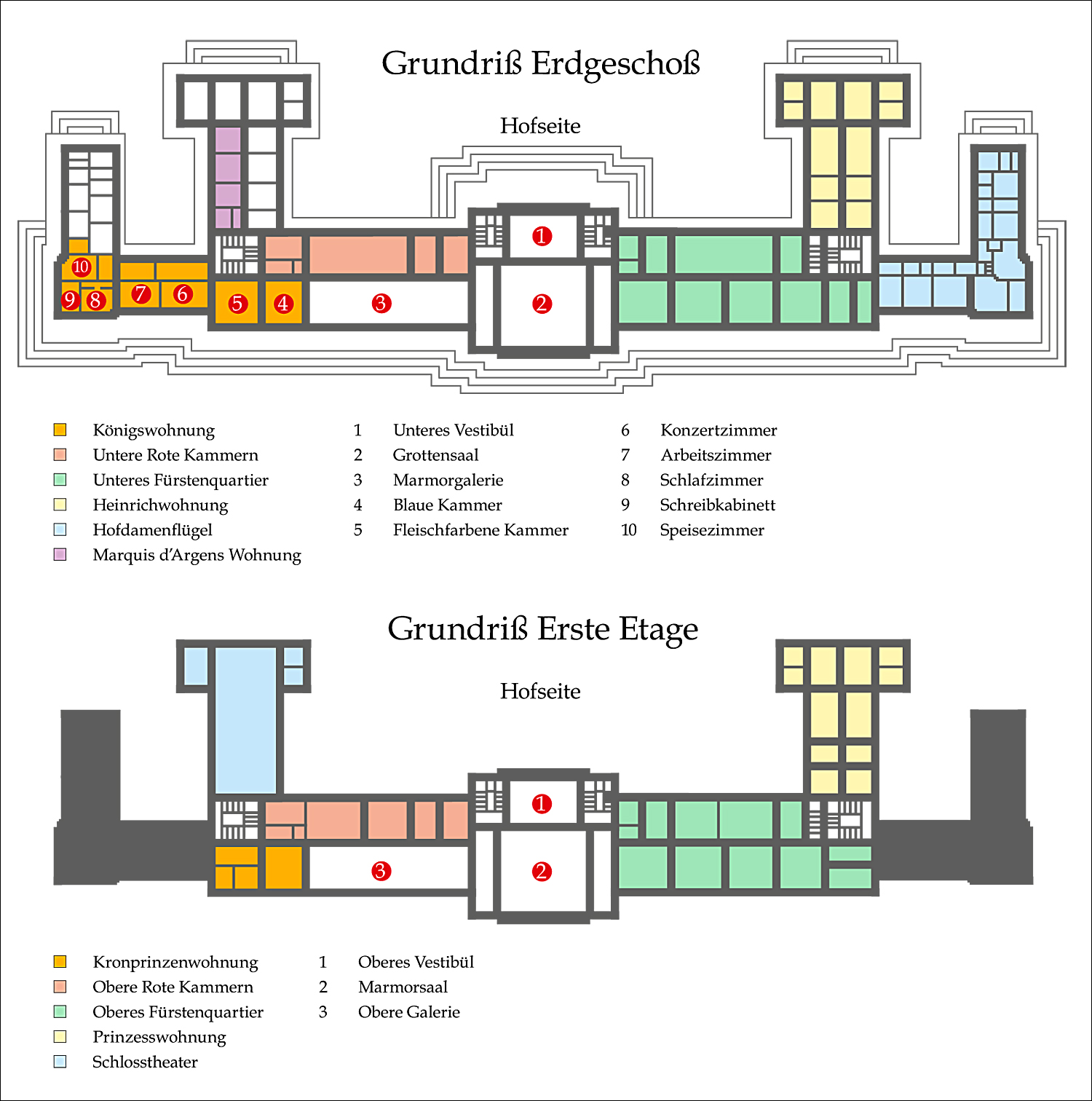
新宫的平面图

早在七年战争以前，腓特烈二世就确定了宫殿选址。不同于之前建造的精雕细琢的腓特烈式洛可可风格建筑，腓特烈二世将英格兰的霍华德城堡和荷兰阿姆斯特丹的特里普屋视为范例，希望建造一座帕拉第奥式建筑。1755年，腓特烈二世访问荷兰，当地建筑的外立面使用自然石材外观的砖块，给他留下深刻印象，于是次年他下令在波茨坦修建“运河畔41号宅邸”（Haus Am Kanal 41）来试验这种建筑方式。